# Las Ventas de Retamosa
Las Ventas de Retamosa è un comune spagnolo di 3 382 abitanti situato nella comunità autonoma di Castiglia-La Mancia.